# Justo Jacquet
Justo Pastor Jacquet Muñoz (Asunción, 9 settembre 1961) è un ex calciatore paraguaiano, di ruolo difensore.